# Delfi (Gemeinde)

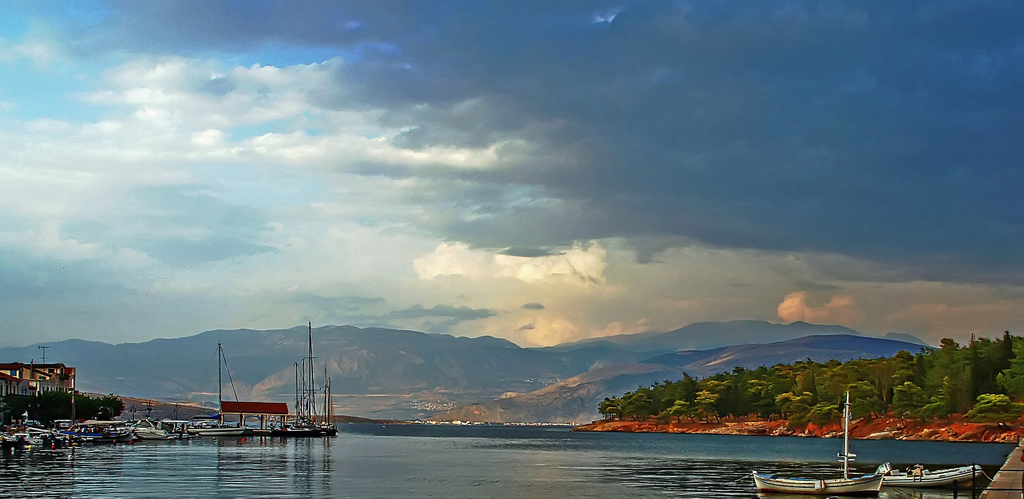
Blick von Galaxidi auf Chrisso und Delfi

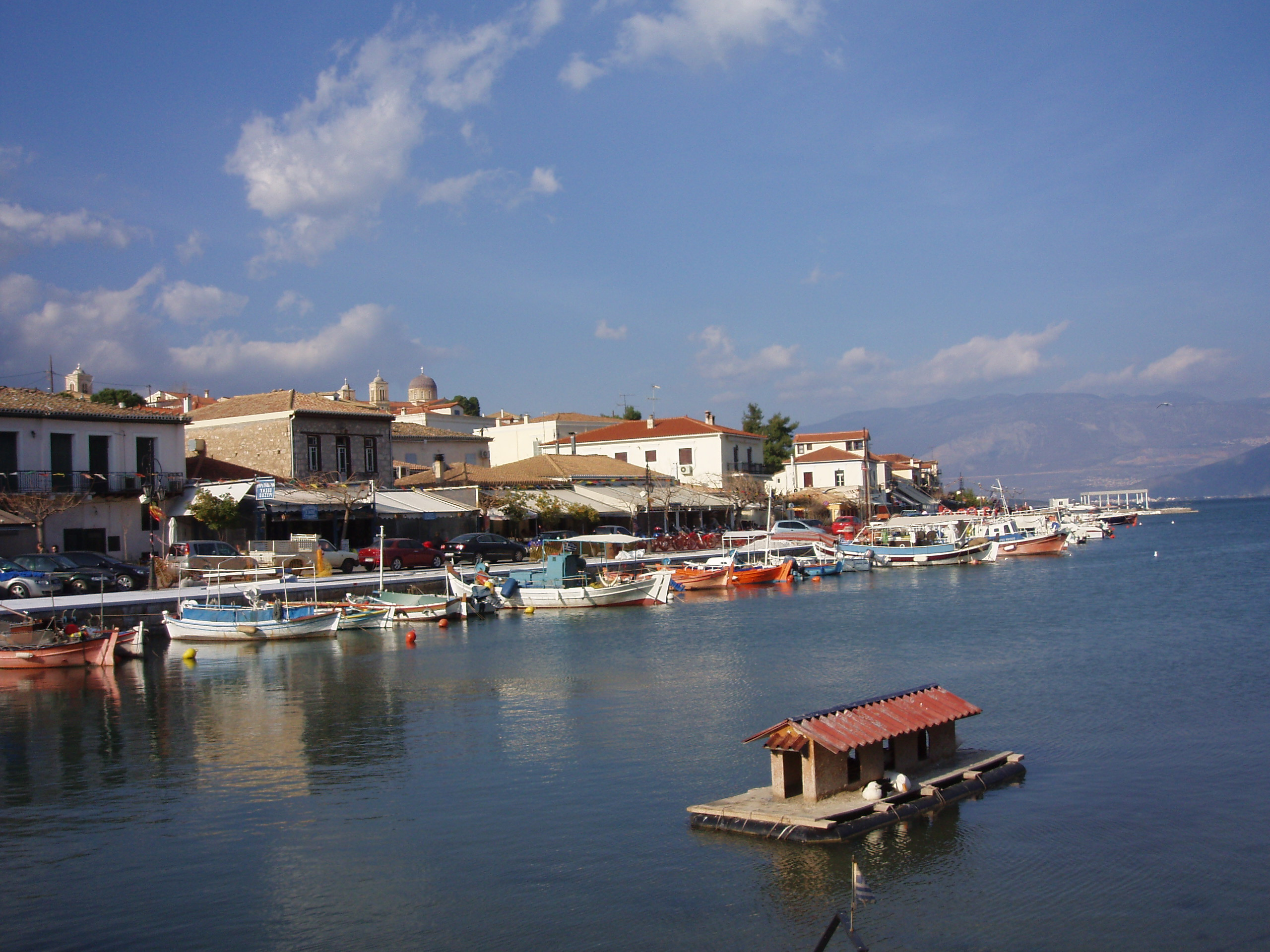
Galaxidi

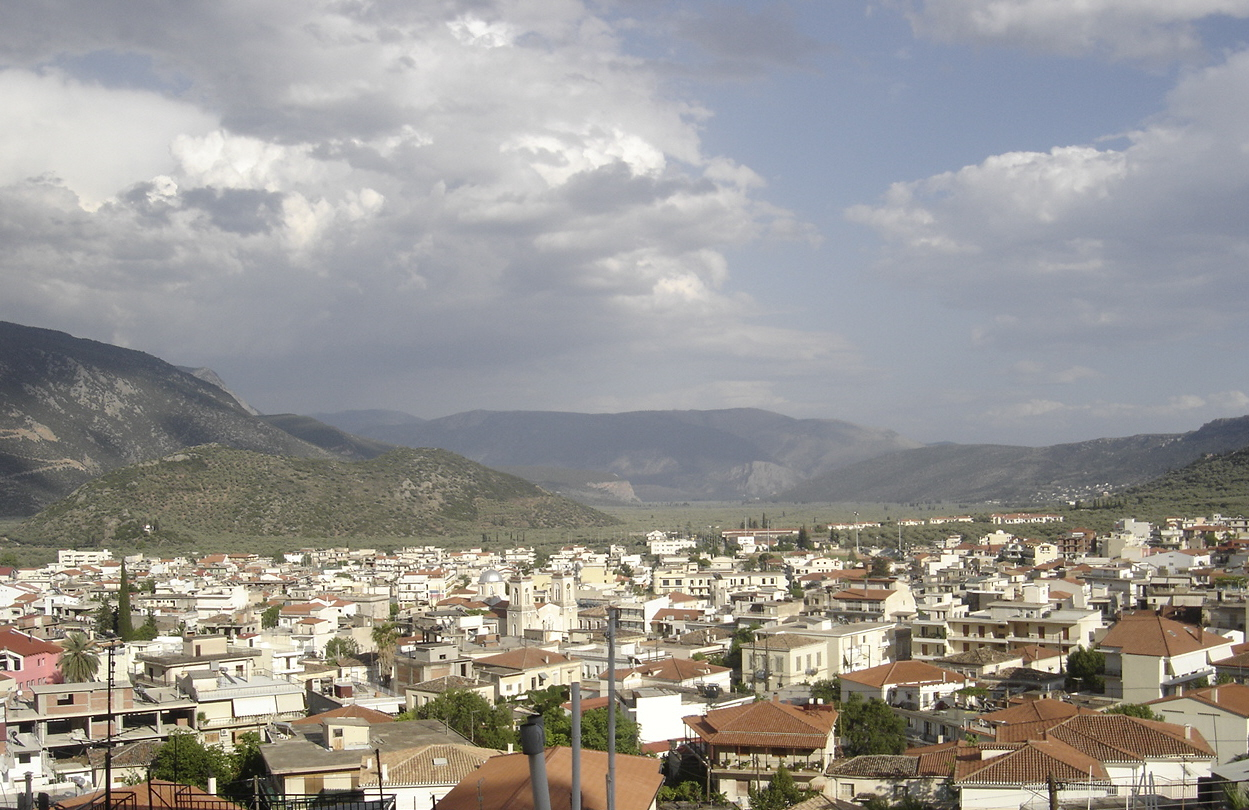
Blick über Amfissa

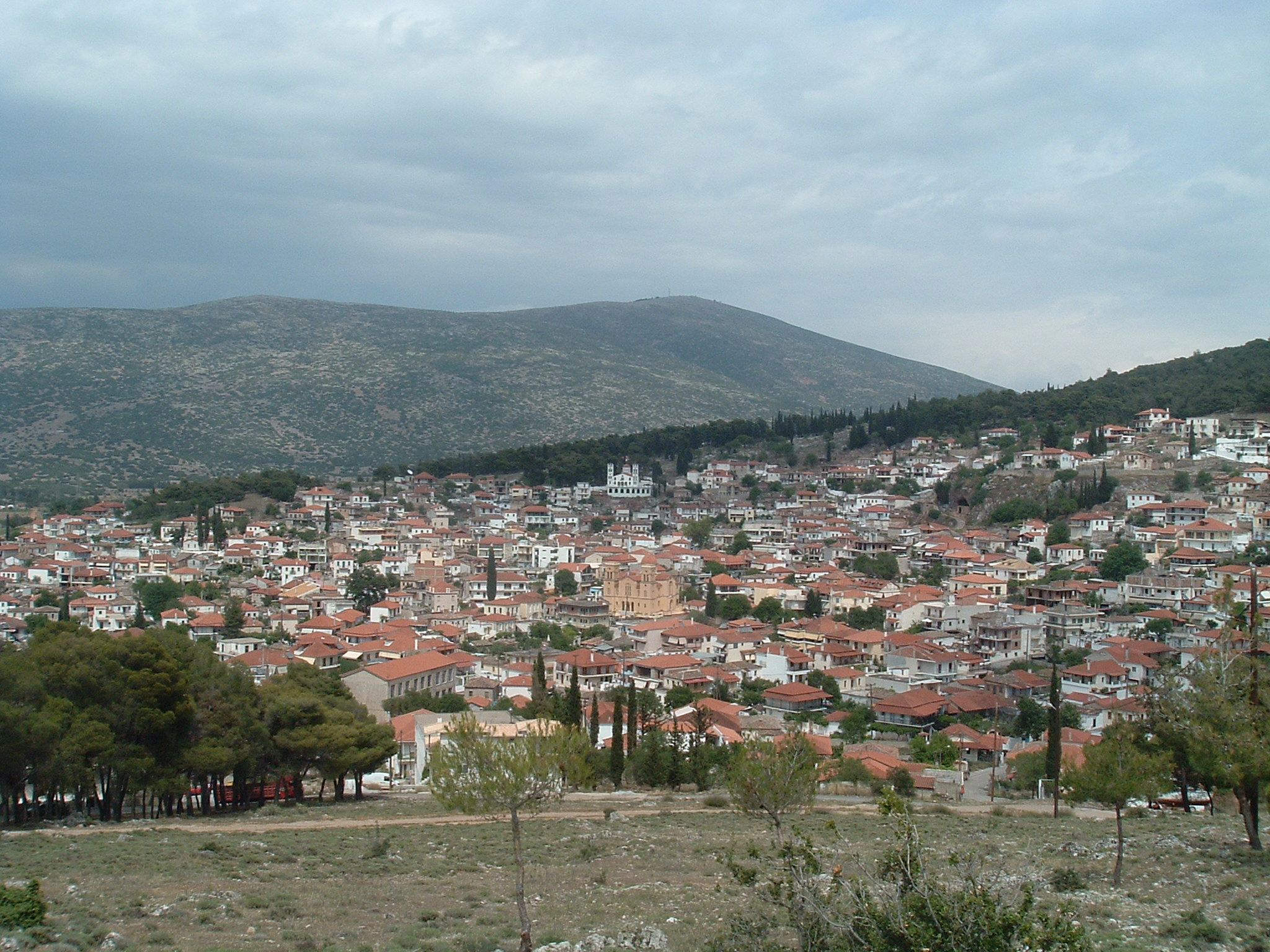
Desfina

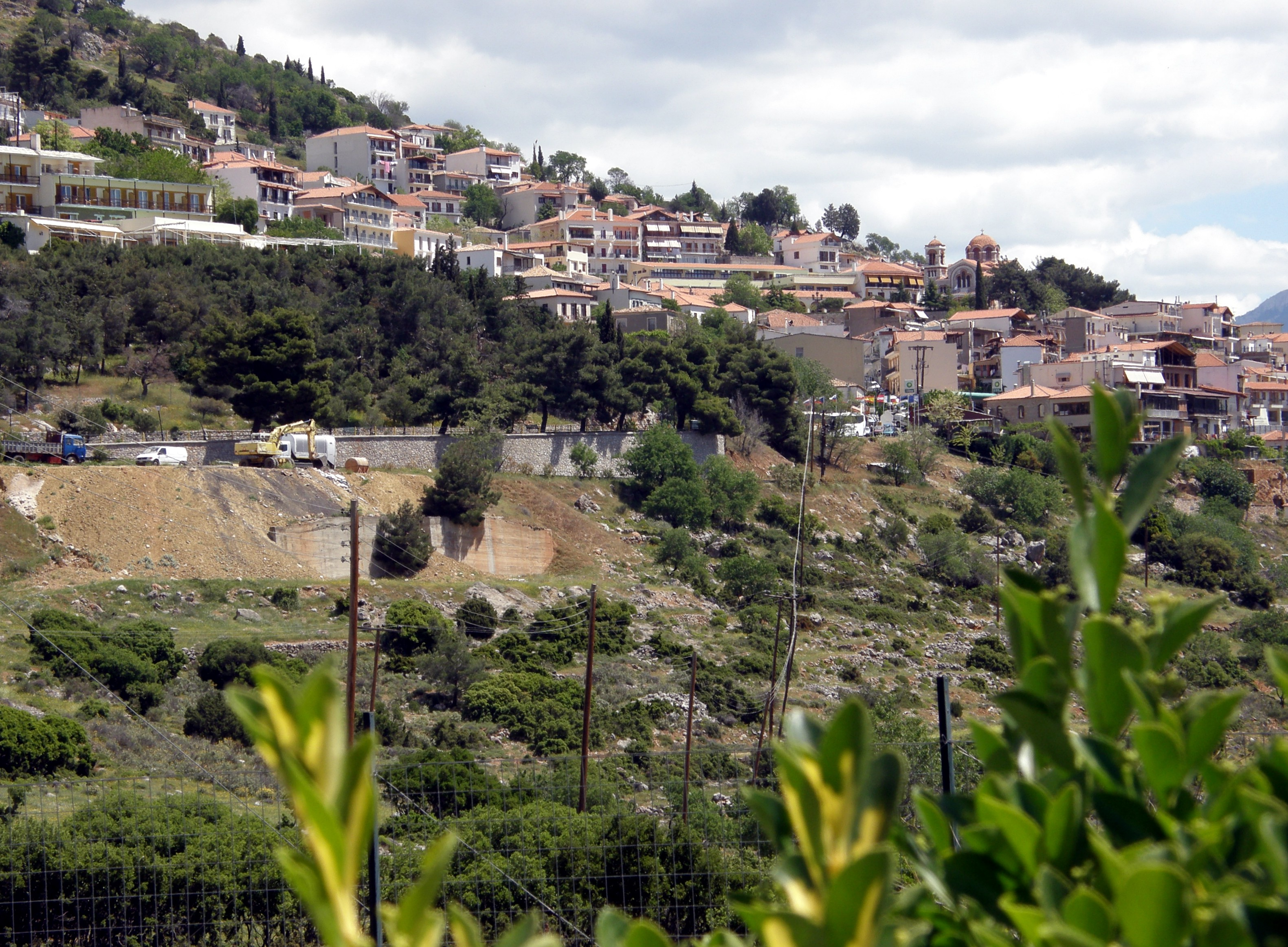
Blick auf die Kleinstadt Delfi am Hang

Heiligtum des Apollon im historischen Delphi

Delfi (griechisch Δελφοί [ðɛlˈfi] (m. pl.), alternative Transkription Delphi oder Delphoi, offizielle Bezeichnung Dimos Delfon Δήμος Δελφών) ist eine griechische Gemeinde (Dimos) in der Verwaltungsregion Mittelgriechenland. 

## Geschichte
Die Gemeinde Delfi wurde 1997 bei der Kommunalverwaltungsreform Schedio Kapodistrias durch die Zusammenlegung der bis dahin eigenständigen Gemeinden Delfi und Chrisso geschaffen. Sitz der Gemeinde war die gleichnamige Kleinstadt. Die moderne Kleinstadt Delfi liegt entlang der Hauptstraße von Amfissa nach Arachova. Sie entstand 1892, als die Bewohner des Dorfes Kastri im Zuge der Ausgrabungsarbeiten umgesiedelt werden mussten, und lebt heute vor allem vom Tourismus, weshalb hier mehr als 30 Hotels und unzählige Tavernen angesiedelt sind.
Bei der Verwaltungsreform 2010 wurde aus der östlichen Hälfte der Präfektur Fokida eine einzige Gemeinde gebildet, in der Delfi als Gemeindebezirk aufging. Diese neue Gemeinde mit der Stadt Amfissa als Verwaltungssitz entspricht fast exakt dem Gebiet der bis 1997 existierenden Provinz Parnassida, erhielt nach dem im Gemeindegebiet liegenden antiken Delphi aber den Namen Delfi.

## Verwaltungsgliederung
Die Gemeinde Delfi gliedert sich heute in acht Gemeindebezirke, die vier Stadtbezirke (Ez. gr. Dimotiki Kinotita) und 32 Ortsgemeinschaften (Ez. gr. Topiki Kinotita) umfassen (Einwohnerzahlen aus der Volkszählung 2011).
- Gemeindebezirk Amfissa (Άμφισσα, 8.370 Einw.), Sitz der Gemeindeverwaltung
  - Stadtbezirk Amfissa (Άμφισσα, 6.919)
  - Ortsgemeinschaft Agia Efthimia (Αγία Ευθυμία, 452)
  - Ortsgemeinschaft Agios Georgios (Άγιος Γεώργιος, 110)
  - Ortsgemeinschaft Agios Konstantinos (Άγιος Κωνσταντίνος, 62)
  - Ortsgemeinschaft Drosochori (Δροσοχώρι, 44)
  - Ortsgemeinschaft Eleon (Ελαιών, 338)
  - Ortsgemeinschaft Prosilio (Προσήλιο, 91)
    - Viniani (Βινιανι, 85)
    - Monastirio (Μοναστήριο, 2)
    - Prosilio (Προσήλιο, 4)

  - Ortsgemeinschaft Sernikakio (Σερνικάκιο, 354)
- Gemeindebezirk Delfi, 1.767 Einw.
  - Stadtbezirk Delfi (1.024)
    - Delfi (Δελφοί, 854)
    - Kalania (Καλάνια, 59)
    - Kroki (Κρόκι, 111)

  - Ortsgemeinschaft Chrisso (743)
    - Chrisso (Χρισσό, 735)
    - Kloster Profitis Ilias (Μονή Προφήτη Ηλία, 8)
- Gemeindebezirk Desfina, (Δεσφίνα, 1.988)
  - Stadtbezirk Desfina
    - Desfina (Δεσφίνα, 1.824)
    - Agios Andreas (Άγιος Ανδρέας, 21)
    - Agios Nikolaos (Άγιος Νικόλαος, 5)
    - Valtos (Βάλτος, 15)
    - Genimakia (Γενημάκια, 38)
    - Makria Mallia (Μακριά Μαλλιά, 4)
    - Moni Timiou Prodromou (Μονή Τιμίου Προδρόμου, 15)
    - Potami (Ποταμοί, 21)
    - Prosakos (Πρόσακος, 22)
    - Stenos (Στενός, 8)
    - Sykia (Συκιά, 15)
- Gemeindebezirk Galaxidi (2.989)
  - Ortsgemeinschaft Galaxidi (Γαλαξίδι, 2.011)
    - Agios Georgios (Άγιος Γεώργιος, unbewohnte Insel)
    - Apsifia (Αψηφιά, unbewohnte Insel)

  - Ortsgemeinschaft Agii Pandes (315)
    - Agii Pandes (Άγιοι Πάντες, 157)
    - Nei Agii Pandes (Νέοι Άγιοι Πάντες, 50)
    - Paralia Agion Pandon (Παραλία Αγίων Πάντων, 108)

  - Ortsgemeinschaft Vounichora (Βουνιχώρα, 414)
  - Ortsgemeinschaft Pendeoria (Πεντεόρια, 249)
- Gemeindebezirk Gravia (Γραβιά, 2.073)
  - Ortsgemeinschaft Gravia (Γραβιά,  604)
  - Ortsgemeinschaft Apostolias (Αποστολιάς, 53)
  - Ortsgemeinschaft Vargiani (Βαργιάνη, 38)
  - Ortsgemeinschaft Kaloskopi (Καλοσκοπή, 358)
  - Ortsgemeinschaft Kastellia (Καστέλλια, 523)
  - Ortsgemeinschaft Mariolata (Μαριολάτα, 368)
  - Ortsgemeinschaft Inochori (Οινοχωρί, 58)
  - Ortsgemeinschaft Sklithro (Σκλήθρο, 71)
- Gemeindebezirk Itea (5.888)
  - Stadtbezirk Itea (Ιτέα, 4.362), mit den unbewohnten Inseln
    - Agios Athanasios (Άγιος Αθανάσιος)
    - Agios Konstantinos (Άγιος Κωνσταντίνος)

  - Ortsgemeinschaft Kirra (Κίρρα, 1.385)
  - Ortsgemeinschaft Tritea (Τριταία, 141)
- Gemeindebezirk Kalliis 1.673
  - Ortsgemeinschaft Mavrolithario (Μαυρολιθάριο, 491)
  - Ortsgemeinschaft Athanasios Diakos (Αθανάσιος Διάκος, 518)
  - Ortsgemeinschaft Kastriotissa (Καστριώτισσα, 118)
  - Ortsgemeinschaft Mousounitsa (Μουσουνίτσα, 165)
  - Ortsgemeinschaft Panourgias (Πανουργιάς, 196)
  - Ortsgemeinschaft Pyra (Πυρά, 65)
  - Ortsgemeinschaft Stromi (Στρόμη, 120)
- Gemeindebezirk Parnassos (Παρνάσσος, 1.968)
  - Ortsgemeinschaft Polydrosos (1.166)
    - Polydrosos (Πολύδροσος, 1.125)
    - Ano Polydrosos (Άνω Πολύδροσος, 40)
    - Livadi (Λιβάδι, 1)

  - Ortsgemeinschaft Eptalofos (470)
    - Eptalofos (Επτάλοφος, 461)
    - Alatries (Αλαταριές, 4)
    - Zambios (Ζαμπειός, 5)
    - Itamos (Ιταμός, unbewohnt)

  - Ortsgemeinschaft Lilea (Λιλαία, 332)

## Sehenswürdigkeiten
Das Ausgrabungsgelände des antiken Delphi befindet sich etwa 1 km östlich des modernen Ortes Delfi. Es erstreckt sich über 300 Höhenmeter am Hang und ist nicht zuletzt durch seine landschaftliche Schönheit für Besucher attraktiv. Unmittelbar nördlich des Archäologischen Museums Delphi befindet sich das antike  Heiligtum des Apollon, und rund 700 m Luftlinie östlich des Museums liegt das antike Heiligtum der Athena Pronaia. 

## Ehrenbürger
- 1997 wurde der Umweltschützer Franz Weber zum Ehrenbürger ernannt.

- Am 23. Juli 2007 wurde dem Präsidenten der Europäischen Kommission, José Manuel Barroso im Apollon-Tempel in Delfi die Ehrenbürgerwürde der Gemeinde verliehen.[2]